# Revalorisation textile
 (mars 2025).
Motif : notoriété du sujet?
- Archive Wikiwix
- Bing
- Cairn
- DuckDuckGo
- E. Universalis
- Gallica
- Google
- G. Books
- G. News
- G. Scholar
- Persée
- Qwant
- (zh) Baidu
- (ru) Yandex

| 1. | Préciser le motif de la pose du bandeau. | Précisez le motif de la pose du bandeau en utilisant la syntaxe suivante : {{admissibilité à vérifier\|date=mai 2025\|motif=remplacez ce texte par le motif}}                               |
| 2. | Informer les utilisateurs concernés.     | Pensez à avertir le créateur de l'article, par exemple, en insérant le code ci-dessous sur sa page de discussion : {{subst:avertissement admissibilité à vérifier\|Revalorisation textile}} |

 (mars 2025).
La revalorisation textile est toute forme de seconde vie donnée aux textiles usagés, invendus ou défectueux en utilisant des stocks de textiles et matériaux existants au lieu de matériaux neufs, afin de réduire le gaspillage et l’impact environnemental de l’industrie de la mode et du textile. Cette approche s’inscrit dans une démarche d’économie circulaire et de mode durable.

## Historique et contexte
L’industrie textile est l’une des plus polluantes, générant d’importants volumes de déchets et consommant des ressources considérables. Face aux enjeux écologiques et sociaux, la revalorisation textile a émergé comme une alternative aux modèles traditionnels de production et de consommation.
Elle est différente du surcyclage, plus communément appelé upcycling, où ce sont des produits finis qui sont déconstruits pour être réutilisés comme matière première. On parle de revalorisation textile quand les textiles utilisés sont bruts, par exemple provenant de stocks dormants ou de seconde main.

## Enjeux et impacts
La revalorisation textile présente plusieurs bénéfices :
- Écologiques : réduire la production de nouvelles matières, réduction des déchets, limitation de l’empreinte carbone et préservation des ressources naturelles.
- Économiques : création de nouvelles opportunités pour les entreprises, artisans et créateurs engagés dans la mode durable.
- Sociaux : sensibilisation des consommateurs et promotion de comportements plus responsables vis-à-vis de la consommation textile.